# Першино (Карабихское сельское поселение)
Першино — деревня в Ярославском районе Ярославской области. Входит в состав Карабихского сельского поселения.

## География
Находится в восточной части Ярославской области на расстоянии приблизительно 17 км на юг-юго-восток по прямой от станции Ярославль.

## История
В 1859 году здесь (деревня Ярославского уезда Ярославской губернии) был учтен 21 двор, в 1898 — 26, в 1941 — 23.

## Население
Численность населения: 116 человек (1859 год), 0 как в 2002 году, так и в 2010.

## Транспорт
До Першино можно добраться по грунтовой автодороге от деревни Ананьино.